# Nord 1710
Le Nord 1710 était un hélicoptère expérimental, conçu et réalisé en 1950 par la Société nationale des constructions aéronautiques du Nord. Un seul exemplaire a été construit, plusieurs fois accidenté et modifié.